# 시조유취
시조유취(時調類聚)는 1928년 최남선이 엮은 시조집이다. 시조 총수는 1405수로, 그 때까지 전해온 역대 시조를 거의 모았다. 서두에 곡조에 관한 설명이 있으며, 본문은 시조 내용에 따라 계절·화목(花木)·짐승 등 21부문으로 나누어 실었고, 끝에 작가와 색인(索引)이 붙어 있다.